# Euploea singapura
Euploea singapura är en fjärilsart som beskrevs av Moore 1883. Euploea singapura ingår i släktet Euploea och familjen praktfjärilar. Inga underarter finns listade i Catalogue of Life.